# Berwyn (Illinois)
Berwyn je grad u američkoj saveznoj državi Ilinois. Prema popisu stanovništva iz 2010. u njemu je živjelo 56.657 stanovnika.